# Donacia andalusiaca
Donacia andalusiaca — вид листоїдів з підродини Donaciinae. Поширений в Іспанії.